# Savage 110
Savage 110 BA — це снайперська/тактична болтова  гвинтівка виробництва Savage Arms . Гвинтівка позначається кодом «LE»;"Law Enforcement" ("Охорона порядку"), так як спершу проектувалася для поліцейських та військових. Усі гвинтівки серії 110 BA оснащені системою AccuTrigger, матово-синім ложем, рифленим важким вільно вивішеним, дульним гальмом,  зовнішнім коробчастим магазином (на 5-6 патронів), регульованим прикладом magpul, регульованою пістолетною рукояткою та трьома антабками для кріплення сошок та ременю. 
Savage 110 BA схожий на гвинтівки Savage Model 10 (10 BAS-K і 10 BAT/SK). У той час як гвинтівки Model 10 є гвинтівками з коротким затвором, 110 BA використовує гвинтівки з довгим. 

## Приклад і руків'я

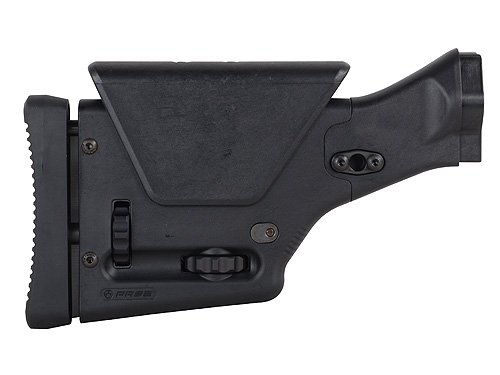
Крупний план прикладу Magpul 110 BA

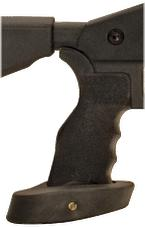
Крупним планом пістолетна рукоятка 110 BA

110 BA також може комплектуватися  пістолетною рукояткою Heckler & Koch PSG1. Руків'я являє собою рукоятку цільового типу, яка містить регульований простір для руки. Для регулювання площі, яку можна охопити рукою використовують шестигранну викрутку. Послабивши болт, можна переміщати упор для долоні вгору і вниз, щоб налаштувати під розмір руки стрільця. Затягування болта фіксує упор, щоб тримати його в необхідному положенні.   

## Пам'ятки
Гвинтівка Savage 110 BA забезпечена попередньо просвердленими отворами для кріплення рейкової системи Пікатінні, з якою йде гвинтівка. На планці Пікатінні можна встановити різноманітні доповнення. Рейка досить довга, щоб встановити приціл до кінця ствольної коробки, і може вмістити нічний приціл  «попереду» основного прицілу. Рейкова система також має два бічних кріплення для додаткових пристроїв, таких як ліхтарики або лазерний приціл.
Відсутність відкритих  прицілів пояснюється тим, що Savage очікує, що користувачі цієї гвинтівки будуть використовувати оптичні приціли, замість відкритих. Оптичні приціли є не тільки точнішими, а й обов'язковими для екстремально довгих дистанцій, на які здатна ця гвинтівка.  Приціл не включений до комплекту, оскільки вибір конкретного прицілу може бути дуже особистим, тут все залежить від смаку та бажань стрільця. Можна лише перерахувати фактори, на які звертають увагу стрільці обираючи той чи інший приціл, такими є:  вага, кратність, розмір, чіткість та багато інших . 

## Ударно-спусковий механізм
110 BA постачається з Savage Arms, розробленим « AccuTrigger ». Цей ударно-спусковий механізм  призначений для того, щоб надати стрільцю можливість налаштувати спусковий гачок відповідно до індивідуальних уподобань без необхідності платити зброярним майстрам за його налаштування. Спусковий гачок можна регулювати від 6,5 до 26 Н . Savage стверджує, що навіть у найнижчому режимі AccuTrigger є абсолютно безпечним і не може випадково розрядитися. AccuTrigger пропонує відносно короткий час блокування в 1,6 мс, що є вагомим аргументом в точній стрільбі.  

### Налаштування
Коригування AccuTrigger, як його характеризують виробники Savage – це простий процес. Для цього слід зняти приклад та повернути регулювальну пружину. Це досягається за допомогою інструменту, що постачається Savage. Ударно-спусковий механізм  має єдине місце регулювання і сконструйований таким чином, що його не можна налаштувати нижче мінімального значення. Ця функція регулювання є ще одним прикладом вбудованого дизайну цієї гвинтівки. Налаштувати гвинтівку можливо відповідно до власних потреб, що може сприяти підвищенню точності  

## Ствол
110 BA має рифлений вільно вивішений важкий ствол, що забезпечує високу точність зброї.  Важкі  стволи, як правило, стабільніші, вони менше піддаються впливу, коли стрілець торкається передпліччям прикладу. Більш важкий ствол також має тенденцію менше вібрувати під час пострілу, завдяки чому досягається більша купчастість. Їхня більша вага (в межах розумного) полегшує утримання гвинтівки. З усіх цих причин важкі стволи, як правило, точніші, ніж легкі. «Ребра» ствола  по суті є борозенками, що проходять вздовж усієї його довжини і допомагають, завдяки більшій площі ліпше розсіювати тепло, а також, є ребрами жорсткості, що також покращує купчастість.  Є багато аргументів за і проти рифлених стволів; але, як би там не було, Savage вирішив, що такий підхід  на 110 BA буде гарною ідеєю. 

### Вільно вивішений
Вільно вивішений  ствол означає, що ствол не торкається прикладу, який з’єднаний з ним, за винятком самого кінця біля ствольної коробки та кінця затвора; де він прикріплений. Перевагою цієї конструкції є менший резонанс вібрації. Це означає, що коли кулі проходять крізь ствол під час пострілу , їхня енергія зазвичай спрямовується по краях ствола. Якби ствол торкався прикладу по всій довжині, енергія, що виникає під час пострілу, була би передана у ложе.  Енергія передана таким чином створила би резонанс, що сприяв би коливанню всієї гвинтівки. Це би сприяло суттєвому зменшенню точності,  оскільки вона є продуктом стабільності, а не руху. Тобто вивішений  ствол усуває ці проблеми

### Дульне гальмо
110 BA поставляється з 3,5-дюймовим дульним гальмом, яке має різьбовий крок нарізі 5/8x24 (5/8-24 UNEF-3A). Savage вважав, що дульне гальмо має важливе значення в конструкції гвинтівки, оскільки патрон .338 Lapua Magnum генерує віддачу, яка є дуже некомфортною для більшості стрільців. . Дульне гальмо не має нижніх зябер, що змушує гази, що розширюються, спрямовуватися вгору і виходити. Ця функція усуває будь-яку «хмару пилу» під час стрільби з положення лежачи, яка зазвичай видає позицію стрільця в тактичній ситуації. Направляючи гази, що розширюються вгору і назад, дульний підйом і віддача зменшуються на 35 відсотків, як стверджує Savage. Розробник проєкту Стів Даннекер стверджує, що відбій 110 BA  еквівалентний тому, що виникає в .308 Winchester. 

### Крок нарізу ствола
За словами дизайнера проєкту Стіва Даннекера з Savage Arms, шаг нарізі для .338 Lapua Magnum був обраний 1 до 9". Завдяки цьому кулі обертатися вздовж своєї центральної осі швидше, ніж при 1 до 10". Швидше обертання допомагає стабілізувати довші кулі на максимальній дальності. Таким чином, нові конструкції куль, такі як цільнометалеві мідні кулі та кулі з дуже низьким опором (VLD), можуть залишатися стабільними на дуже великій відстані. Більшість куль не призначені для екстремальних відстаней передбачених конструкцією .338; таким чином, шаг нарізі 1 до 10 дюймів є достатнім. 
Твіст нарізів для різних версій Savage становить:
- 1 в 9" для всіх моделей 110 BA .338
- 1 в 10" для всіх моделей 110 BA .300 [5]

## Магазин
Savage використав для 110 BA однорядний коробчастий магазин Accuracy International з п’ятьма патронами. Ця магазинна коробка використовується в їхній снайперській гвинтівці Accuracy International Arctic Warfare, але не той самий магазин, що використовується в моделі Accuracy International AWM (Arctic Warfare Magnum). Використання вже наявного коробчастого магазина полегшує доступність  додаткових магазинів для стрільців 110 BA. 
Важлива примітка щодо магазина 110 BA полягає в тому, що він дотримується максимально дозволеної загальної довжини патронів .338 Lapua Magnum, завантажених відповідно до CIP ( Commission Internationale Permanente pour l'Epreuve des Armes à Feu Portatives ), що становить 93,50 мм . Він фактично приймає до 95,50 мм загальна довжина патрона, хоча більшість заводських боєприпасів не перевищує 93 мм.  Це важлива відмінність, оскільки деякі гвинтівки під патрон .338 Lapua Magnum, такі як Accuracy International AWM, не відповідають стандарту CIP і, таким чином, не працюють належним чином через обмежену внутрішню довжину магазина.  Причина цієї проблеми полягає в тому, що затвор AWSM не розроблений спеціально для товстого і довгого патрона .338 Lapua Magnum. Через це виробники боєприпасів випускають патрони .338 Lapua Magnum, які заряджаються досить коротко (≈ 91,44 мм) щоб поміститися в магазинах AWSM. Поки використовуються патрони .338 Lapua Magnum, які поміщаються в магазинах, гвинтівки AWSM можна використовувати як повторювані гвинтівки замість однозарядних гвинтівок. 

## Гвинтівки  Savage в Збройних Силах України
За повідомленнями ЗМІ, у 2019 році партія гвинтівок Savage 110 в калібрі .338 Lapua magnum надійшли на озброєння Сил Спеціальних Операції та Десантно-Штурмових військ. Усі гвинтівки в кількості 125 штук, були закуплені компанією Roshen, як благодійна допомога. 
На відмінну від UAR-10, що замінили старі радянські СГД для стрільби на 500-800 метрів, Savage почали активно використовувати в іншій категорії відстаней, а саме 1000-1200 метрів. В умовах позиційної війни на Донбасі, коли більшість зброї, що здатна вражати на великі відстані заборонена, ці гвинтівки стали чудовим засобом враження. [Архівовано 30 листопада 2021 у Wayback Machine.]